# ناحية (هريس)
ناحية هي قرية في مقاطعة هريس، إيران. عدد سكان هذه القرية هو 195 في سنة 2006.